# Liste der Kulturdenkmäler in Hemmelzen
In der Liste der Kulturdenkmäler in Hemmelzen sind alle Kulturdenkmäler der rheinland-pfälzischen Gemeinde Hemmelzen aufgelistet. Grundlage ist die Denkmalliste des Landes Rheinland-Pfalz (Stand: 4. Mai 2023).

## Ehemalige Kulturdenkmäler
| Bezeichnung | Lage                 | Baujahr                  | Beschreibung                                                                                        | Bild |
| ----------- | -------------------- | ------------------------ | --------------------------------------------------------------------------------------------------- | ---- |
| Mühle       | Mühlenstraße 19 Lage | 17. oder 18. Jahrhundert | ehemalige Mühle; Fachwerkbau, teilweise massiv, 17. oder 18. Jahrhundert; aus Denkmalliste gelöscht | BW   |